# 肖鸢尾属
肖鸢尾属（学名：Moraea）是鸢尾科下的一个属，为草本植物。该属共有约90种，分布于南半球。